# Rete ferroviaria dell'Emilia-Romagna
La rete ferroviaria dell'Emilia-Romagna è formata da linee ferroviarie in carico ai gestori dell'infrastruttura Rete Ferroviaria Italiana (RFI) e Ferrovie Emilia Romagna (FER).

## Caratteristiche rete RFI
1284 km di linee di cui:
- 716 km di linee fondamentali.
- 402 km di linee complementari.
- 166 km di linee che compongono il nodo ferroviario di Bologna.
- 752 km di linee a doppio binario.
- 532 km di linee a binario unico.
- 1196 km di linee elettrificate.
- 88 km di linee non elettrificate.

Tutta la rete ferroviaria è coperta da uno o più sistemi di sicurezza. I principali sono:
- 1049 km sono protetti dal Sistema di Comando e Controllo (SCC) e dal Comando Centralizzato del Traffico (CTC).
- 980 km sono coperti dal Sistema di controllo della marcia del treno (SCMT)

Numerose linee coinvolgono sul nodo ferroviario di Bologna, tra cui la Ferrovia Adriatica e la dorsale alta velocità Milano-Roma, che serve la stazione di Bologna Centrale mediante un piazzale sotterraneo a quattro binari.
L'Emilia-Romagna è inoltre attraversata dall'"Asse ferroviario 1" della Rete ferroviaria convenzionale trans-europea TEN-T.

## Caratteristiche rete FER
341 km di linee di cui:
- 205 km a trazione diesel.
- 136 km a trazione elettrica.[1]

## Linee RFI

### Fondamentali
- Ferrovia Milano-Bologna (convenzionale): linea elettrificata a doppio binario.
- Ferrovia Milano-Bologna (alta velocità): linea elettrificata a 25 kV a doppio binario.
- Ferrovia Bologna-Firenze (direttissima): linea elettrificata a doppio binario.
- Ferrovia Bologna-Firenze (alta velocità): linea elettrificata a 25 kV a doppio binario.
- Ferrovia Verona-Bologna: linea elettrificata a doppio binario.
- Ferrovia Padova-Bologna: linea elettrificata a doppio binario.
- Ferrovia Bologna-Ancona: linea elettrificata a doppio binario.[2]

### Complementari
- Ferrovia Castel Bolognese-Ravenna: linea elettrificata a binario unico.
- Ferrovia Ferrara-Rimini: linea elettrificata a binario unico. Il servizio è svolto congiuntamente sia da TPER che da Trenitalia.
- Ferrovia Pontremolese: ferrovia elettrificata, in corso di raddoppio. Il servizio su questa linea è svolto congiuntamente sia da TPER che da Trenitalia.
- Ferrovia Piacenza-Cremona: linea elettrificata a binario unico.
- Ferrovia Fidenza-Salsomaggiore Terme: linea elettrificata a binario unico.
- Ferrovia Porrettana: linea elettrificata a binario unico.
- Ferrovia Fidenza-Cremona: linea elettrificata a binario unico.
- Ferrovia Modena-Mantova: linea elettrificata a binario unico.
- Ferrovia Faenza-Lavezzola: linea non elettrificata a binario unico.
- Ferrovia Faenza-Firenze: linea non elettrificata a binario unico.
- Ferrovia Faenza-Ravenna: linea elettrificata a binario unico.

RFI dispone anche di una mappa con la legenda  qui..

## Linee FER
- Ferrovia Parma-Suzzara: linea in fase di elettrificazione a binario unico.
- Ferrovia Suzzara-Ferrara: linea parzialmente elettrificata (tratta Poggio Rusco-Ferrara) a binario unico.
- Ferrovia Ferrara-Codigoro: linea non elettrificata a binario unico.
- Ferrovia Bologna-Portomaggiore: linea elettrificata a binario unico.
- Ferrovia Casalecchio-Vignola: linea elettrificata a binario unico.
- Ferrovia Modena-Sassuolo: linea elettrificata a binario unico.
- Ferrovia Sassuolo-Reggio Emilia: linea elettrificata a binario unico.
- Ferrovia Reggio Emilia-Ciano d'Enza: linea elettrificata a binario unico.
- Ferrovia Reggio Emilia-Guastalla: linea elettrificata a binario unico.